# Ахмад Мухтар Бабан
Ахмад Мухтар Бабан (1900 , Багдад  — 24 жовтня 1976 , Амман ) — іракський політик, останній прем'єр-міністр Королівства Ірак.

## Врядування
На посаді глави уряду Бабан пробув лише 2 місяці. 14 липня 1958 року в країні відбулась революція, в результаті якої було повалено монархію, а король Фейсал II і його родина були розстріляні. Бабан також був заарештований і засуджений до страти. Однак невдовзі вирок було пом'якшено й він страчений не був.
| політик | Це незавершена стаття про політичного діяча. Ви можете допомогти проєкту, виправивши або дописавши її. |